# 純情外宿生
《純情外宿生》（原名《下北GLORY DAYS》，中国大陆通常翻译为《下北阳光灿烂的日子》）是一部由大谷二郎執筆在《週刊Young Sunday》連載的日本漫畫作品，單行本全12集。在台灣是由東立出版社出版，香港中文版《下北澤GLORY DAYS》則由文化傳信出版。
東京電視台將該漫畫改編成電視劇，並在2006年4月14日至2006年7月7日於深夜節目系列「」內的《電視劇24》節目中播出，而台灣則由民視播出。這套劇是作為《電視劇24》的第3套劇集播出。

## 劇情大綱
落榜重考生大野優太追隨心愛的女朋友從長野縣來到東京，入住在從情報雜誌上找到位於下北澤的分租公寓“Nutopia”（ぬーとぴあ）。只是除了優太以外的房客都是女生，而且個個年輕性感。最初，優太受到美女們的色相攻擊、接連被捉弄，另外，和美女們的分租同居生活還瞞著女朋友，隨時都有遭到被誤解而與女友分手的危機存在，本劇就是描寫優太和同居的五個美女的夢幻般的同居生活，以及與期間出現的各種人物的有眼淚有歡笑的青春喜劇。

## 角色

### Nutopia的房客
大野優太：一太郎
從長野來到東京的重考生，以考上女朋友所在的六教大學為目標，20歲。
室井千帆：益子梨恵
房客們都叫她大姐，是Nutopia的房東，28歲。很喜歡喝酒，醉了之後會鑽進別人的被窩裡。
仁科夏目：穗花
目標成為女演員的劇團研究生，21歲，常常色誘優太。
小森美葉：麻美由真
房客們都叫她小姐（お嬢），是一個以芥川獎為目標的文學系女大學生，19歲，是黑道老大的千金。
岡崎薰：矢吹春奈
美容師，24歲，分租公寓的經驗豐富，有個7歲的女兒芽衣。
上原真央：橋本愛實
Nutopia的美女重考生，20歲，以國立醫學系為目標，跟優太在同一個重考班上課。

### 其它角色
榎艳子：杉本彩
與千帆作對的和服美女。
一文字望：蒼井空
女警。
田嶋實：瀨戶早妃
優太的女朋友，就讀於六教大學，18歲，啦啦隊部成員。

## 電視劇

### 製作人員
- 原作：大谷二郎（小學館《週刊Young Sunday》連載)
- 劇本：遠藤彩見（日语：遠藤彩見）
- 原案協力：石丸健太郎、白井康介、有藤智文（小學館《週刊Young Sunday》編集部）
- 總監製：太田哲夫（東京電視台）
- 監製：岡部紳二、山鹿達也（東京電視台）、高橋萬彦、佐藤源太（日语：佐藤源太）（共同电视）
- 導演：石川淳一（日语：石川淳一）、岩田和行（日语：岩田和行）（共同电视）
- 製作：东京电视台、共同电视
- 製作著作：下北GLORY DAYS製作委員会
- 主題歌：「Lovespace」 名取香礼（日语：名取香り）
- 結尾歌：「東京」 The Cobra Twisters（日语：ザ・コブラツイスターズ）

## 各地之播放時間
| 地區           | 電視台                   | 聯播網     | 播放時間                  | 播放日延遲 |
| -------------- | ------------------------ | ---------- | ------------------------- | ---------- |
| 關東廣域圈     | 東京電視台（TX、製作局） | 東京電視台 | 毎週五 24時12分～24時53分 | －         |
| 北海道         | 北海道電視台(tvh)        | 東京電視台 | 毎週五 24時12分～24時53分 | －         |
| 愛知縣         | 愛知電視台(TVA)          | 東京電視台 | 毎週五 24時12分～24時53分 | －         |
| 岡山縣・香川縣 | 瀨戶內電視台(TSC)        | 東京電視台 | 毎週五 24時12分～24時53分 | －         |
| 福岡縣         | TVQ九州放送(TVQ)         | 東京電視台 | 毎週五 24時12分～24時53分 | －         |
| 大阪府         | 大阪電視台(TVO)          | 東京電視台 | 毎週四 24時12分～24時53分 | 延遲6日    |
| 山形縣         | TVU山形(TUY)             | TBS        | 毎週四 25時55分～26時30分 |            |
| 宮城縣         | 東日本放送(KHB)          | 朝日電視台 | 毎週六 25時10分～25時50分 |            |
| 富山縣         | 鬱金香電視台(TUT)        | TBS        | 毎週二 24時50分～25時30分 |            |
| 石川縣         | 北陸放送(MRO)            | TBS        | 毎週四 25時30分～26時10分 |            |
| 静岡縣         | 靜岡放送（SBS）          | TBS        | 毎週二 25時55分～26時35分 |            |
| 鹿兒島縣       | 鹿兒島讀賣電視台(KYT)    | 日本電視台 | 毎週四 25時45分～26時25分 |            |

## 外部連結
- ヤンサンWEB -連載作品紹介- 下北GLORY DAYS（日語）
- 東京電視台 （页面存档备份，存于）（日語）

| 香港 Now101台 星期日 22:00-22:30       | 香港 Now101台 星期日 22:00-22:30              | 香港 Now101台 星期日 22:00-22:30 |
| -------------------------------------- | --------------------------------------------- | -------------------------------- |
|                                        | 純情外宿生 （2012年8月12日 - 2012年10月28日） |                                  |
| 孃王3 （2012年5月20日 - 2012年8月5日） | 綜藝時段 （2012年11月4日 - ）                 |                                  |